# Isla Grande (Südatlantik)
Die Isla Grande wurde im Jahr 1675 von Anthony de la Roché, dem Entdecker Südgeorgiens, im Südatlantik gesichtet. Sie wird als „sehr große und schöne Insel mit einem guten Hafen an der Ostküste“ beschrieben. Ihre Breite wird mit 45° S angegeben, eine Längenbestimmung fehlt. Dort fand man Trinkwasser, Holz und Fische und verbrachte sechs Tage, ohne ein einziges menschliches Wesen zu sehen.
Nach mehr als hundert Jahren ergebnisloser Suche jedoch wurde Isla Grande um 1820 von den Karten getilgt, und heute nimmt man an, dass de la Roché entweder einen Teil der südamerikanischen Ostküste (nördlich des Golfo de San Jorge) für eine Insel hielt, sich also weit östlicher wähnte, als er sich tatsächlich befand oder – weniger wahrscheinlich – die heutige Gough-Insel (sie liegt unter 40°20' s. Br.) anlief.

## Weblink
- Capt. Francisco de Seixas y Lovera: Descripción geographica, y derrotero de la región austral Magallanica. Antonio de Zafra, Madrid 1690. Die spanische Quelle der Entdeckung de la Rochés